# Lights of Old Broadway
Pour plus de détails, voir Fiche technique et Distribution.
Lights of Old Broadway est un film américain réalisé par Monta Bell et sorti en 1925.

## Synopsis
Marion Davies joue le rôle de deux jumelles séparées à la naissance: Anne devient une jeune fille de la bonne société à New York et Fely devient une pauvre jeune fille irlandaise dans le monde musical. Dirkn le demi-frère d'Anne, tombe amoureux de la pauvre sœur.

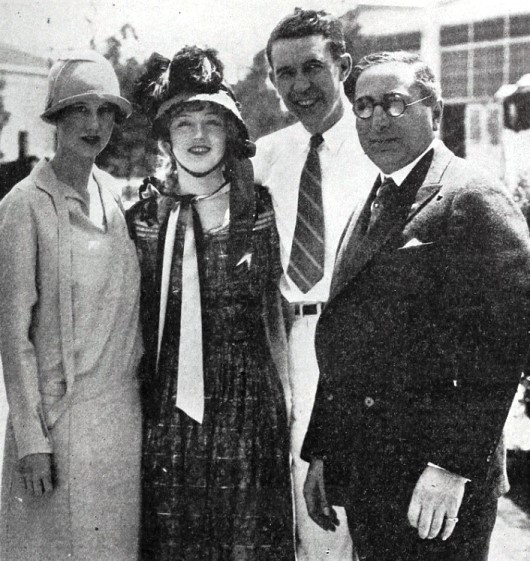
Frances Howard (à gauche) en visite sur le tournage de Lights of Old Broadway, avec Marion Davies, le réalisateur Monta Bell et le producteur du film Louis B. Mayer dans le magazine Exhibitors Herald en 1925.

## Fiche technique
- Réalisation : Monta Bell
- Scénario : Carey Wilson d'après la pièce The Merry Wives of Gotham de Laurence Eyre[1]
- Production : Cosmopolitan Productions
- Distribution : Metro-Goldwyn-Mayer
- Photographie : Ira H. Morgan
- Montage : Blanche Sewell
- Durée : 70 minutes (7 bobines)[2]
- Dates de sortie: 
  - États-Unis : 1er novembre 1925 (New York)[3].
  - États-Unis : 8 novembre 1925

## Distribution
- Marion Davies : Fely / Anne
- Conrad Nagel : Dirk de Rhonde
- Frank Currier : Lambert de Rhonde
- George K. Arthur : Andy
- Charles McHugh : Shamus O'Tandy
- Eleanor Lawson : Mrs. O'Tandy
- Matthew Betz : Red Hawkins
- George Harris : Joe Weber